# Strophoide

Gerade Strophoide: O bei S bei

Die Strophoide (adjektivisches Kunstwort von griechisch στροφή, strofí – die Strophe, Wendung, Kurve, Drehung, Biegung), genauer die gerade Strophoide, ist eine spezielle ebene algebraische Kurve 3. Ordnung.

## Gleichungen der geraden Strophoide
Im Folgenden ist {\displaystyle a} eine positive reelle Zahl. In der Grafik der Strophoide am rechten Rand wird {\displaystyle (-a,0)} als {\displaystyle S} bezeichnet. In kartesischen Koordinaten ist die Strophoide definiert durch
{\displaystyle (a+x)x^{2}-(a-x)y^{2}=0} (oder {\displaystyle (y/x)^{2}=-(x+a)/(x-a)} mit {\displaystyle x=0,\,y=0}).
Eine Parameterdarstellung dieser Kurve lautet
{\displaystyle x={\frac {a(t^{2}-1)}{1+t^{2}}},\qquad y={\frac {at(t^{2}-1)}{1+t^{2}}}} sowie {\displaystyle y=xt.}
Betrachtet man die Strophoide in Polarkoordinaten, so lautet ihre definierende Gleichung
{\displaystyle r=-{\frac {a\cos(2\varphi )}{\cos \varphi }}} mit {\textstyle \varphi =0\,\,(r=-a),\,\,\pi /2\,\,(r=\infty ),\,\,\pi \,\,(r=a),\,\,{\frac {3}{2}}\pi \,\,(r=-\infty ),\,\,2\pi \,\,(r=-a).}

## Eigenschaften der geraden Strophoide
Im Folgenden wird jeweils vorausgesetzt, dass die Koordinatenachsen so liegen wie in der Skizze. Vergleich das Kartesische Blatt (Folium of Descartes).
- Die Punkte der geraden Strophoide sind gekennzeichnet durch die folgende geometrische Eigenschaft: Es seien S der Scheitelpunkt der Kurve und P ein beliebiger Kurvenpunkt, der von S verschieden ist. Bezeichnet man den von S und P verschiedenen Schnittpunkt der Geraden SP mit der Kurve als Q und den Schnittpunkt mit der y-Achse als R, so ist R von P und Q sowie vom Ursprung O gleich weit entfernt.
- Die gerade Strophoide ist achsensymmetrisch bezüglich der x-Achse. Genau zwei Punkte der Kurve liegen auf der Symmetrieachse, nämlich der Ursprung und der Scheitel S mit den Koordinaten {\textstyle (-a,0)}.
- Der Ursprung des Koordinatensystems ist ein Doppelpunkt der Kurve, d. h., er wird zweimal durchlaufen. Die beiden Winkelhalbierenden der Quadranten des Koordinatensystems stimmen mit den beiden Tangenten im Ursprung überein.
- Die Gerade mit der Gleichung {\displaystyle x=a} (in der Skizze gestrichelt) ist Asymptote der Kurve.
- Die Schleife der geraden Strophoide schließt eine Fläche mit dem Inhalt {\textstyle a^{2}\cdot \left(2-{\tfrac {\pi }{2}}\right)} ein.
- Die Fläche, die von der Kurve und der Asymptote begrenzt wird und sich ins Unendliche erstreckt, hat den Flächeninhalt {\textstyle a^{2}\cdot \left(2+{\tfrac {\pi }{2}}\right)}. Zusammen macht das {\textstyle 2a\cdot 2a} Oberfläche.
- Die Strophoide ist außerdem unter den Namen Ala, Fokale, harmonische Kurve (nach Werth), Kukumaide und Pteroides torricellana bekannt.

## Verallgemeinerung

Allgemeine Strophoide: orange + rosa Kurven

Eine Strophoide im allgemeinen Sinn lässt sich folgendermaßen definieren mithilfe einer gegebenen Kurve C, eines festen Punktes A und eines weiteren Punktes O (Pol): Es sei L eine variable Gerade durch O, welche die gegebene Kurve C im Punkt K schneidet. P1 und P2 seien die beiden Punkte auf L, deren Abstand von K mit dem Abstand zwischen A und K übereinstimmt. Der geometrische Ort solcher Punkte P1 und P2 ist dann die Strophoide von C in Bezug auf den Pol O und den festen Punkt A. Man beachte, dass AP1 und AP2 bei dieser Konstruktion einen rechten Winkel einschließen (Thaleskreis).
Im speziellen Fall, in dem C eine Gerade ist, A auf C liegt und O außerhalb von C, spricht man von einer schiefen Strophoide. Ist außerdem OA senkrecht zu C, nennt man die Kurve eine gerade Strophoide, oft auch nur Strophoide (siehe oben).

### Gleichung in Polarkoordinaten
Die Kurve C sei gegeben durch {\displaystyle r=f(\varphi )}, wobei der Punkt O als Ursprung gewählt wird. Außerdem sei A der Punkt (a, b). Ist {\displaystyle K=(r\cos \varphi ,\ r\sin \varphi )} ein Punkt auf der Kurve, so beträgt der Abstand zwischen K und A
{\displaystyle d={\sqrt {(r\cos \varphi -a)^{2}+(r\sin \varphi -b)^{2}}}={\sqrt {(f(\varphi )\cos \varphi -a)^{2}+(f(\varphi )\sin \varphi -b)^{2}}}}.
Der Punkt auf der Geraden OK hat den Polarwinkel {\displaystyle \varphi }, und die Punkte im Abstand d von K auf dieser Geraden haben den Abstand {\displaystyle f(\varphi )\pm d} vom Ursprung. Daher ist die Gleichung der Strophoide gegeben durch
{\displaystyle r=f(\varphi )\pm {\sqrt {(f(\varphi )\cos \varphi -a)^{2}+(f(\varphi )\sin \varphi -b)^{2}}}}

### Gleichung in kartesischen Koordinaten
C sei gegeben durch die Parameterdarstellung (x(t), y(t)). Außerdem sei A der Punkt (a,b) und O der Punkt (p, q). Durch Anwendung der Polarkoordinaten-Darstellung erhält man unmittelbar:
{\displaystyle u(t)=p+(x(t)-p)(1\pm n(t)),\ v(t)=q+(y(t)-q)(1\pm n(t))},
wobei
{\displaystyle n(t)={\sqrt {\frac {(x(t)-a)^{2}+(y(t)-b)^{2}}{(x(t)-p)^{2}+(y(t)-q)^{2}}}}}.